# Nikolaus III. Grammatikos
Nikolaus III. Grammatikos (* 1035/45; † 24. Mai 1111 in Konstantinopel) war Patriarch von Konstantinopel (1084–1111).

## Leben
Nikolaus kam aus Antiochia in Pisidien. Möglicherweise verließ er das Gebiet nach 1068 nach der Eroberung durch die Seldschuken. Er war Mönch in Kappadokien. In Konstantinopel baute er das Kloster in Lophadion wieder auf.
1084 wurde er von Kaiser Alexios I. zum Patriarchen von Konstantinopel bestimmt. 1094 saß er dem Konzil von Konstantinopel vor. 1104 verurteilte er Basileios, den führenden Vertreter des Bogumilismus.
Nikolaus unterstützte er den Kaiser in seinem Anspruch, auf die Wahl der Metropoliten im Patriarchat Einfluss zu nehmen. Er beschnitt die Rechte des Chartophylax. Nikolaus verfasste eine Regel für die Klöster auf dem Athos. Er verschärfte auch die Regeln für das Fasten. Angesichts der Bedrohung durch die Seldschuken befürwortete er ein stärkeres Zusammengehen mit der katholischen Kirche.
Er starb im April oder Mai 1111.